# Antonio, guerriero di Dio
Antonio, guerriero di Dio è un film del 2006 diretto da Antonello Belluco, al suo esordio registico. Il film è basato sulla vita di sant'Antonio da Padova.

## Trama
Nel 1263 un frate in ginocchio davanti alla bara del santo, morto da 32 anni, inizia a descriverne la vita. Antonio era partito nel 1221 dall'Africa, ma la nave affonda sulle coste della Sicilia lasciando il giovane portoghese come sopravvissuto grazie all'intervento del mercante e matematico Leonardo Fibonacci da Pisa.
Nel frattempo l'usuraio padovano Tebaldo Gherardi, mentre requisisce una casa, affida a Baldrico Scrovegni, un suo crudele seguace, l'oscura missione di andare a trovare un "tesoro" sulla nave affondata. Assieme allo scagnozzo Folco, Baldrico raggiunge il luogo del naufragio e, parlando con alcuni pescatori, scopre che quell'uomo si chiamava Antonio e si convince che è quello il "tesoro" tanto ricercato.
Dopo la sua convalescenza, Antonio viene a conoscenza che san Francesco ha radunato frati ad Assisi e quindi vuole andare a trovarlo. Dopo la morte di Francesco, Papa Gregorio IX lo nomina come il successore di Francesco e lo rimanda per la sua strada, dove incontra diverse persone, fino alla sua morte.

## Accoglienza
La pellicola è stata giudicata come «accettabile, semplice» dalla commissione di valutazione film della Conferenza Episcopale Italiana, secondo cui il film è «insieme acerbo e dignitoso, non visionario ma nemmeno retorico, da vedere come inizio di un accostamento al Santo in modi poi più profondi e sostanziosi».
Secondo il Messaggero di Sant'Antonio, l'attore protagonista Jordi Mollà «interpreta in modo sorprendente l'aura mistica di un uomo concreto, mentre le fotografie naturalistiche e le scelte sonore catturano l'attenzione dello spettatore senza scivolare troppo nel celebrativo».